# Friedrich Pensold
Friedrich Pensold auch: Pensoldus Penicillus (* 2. September 1530 in Weida; † 9. Oktober 1589 in Jena) war ein deutscher Philologe und Physiker.

## Leben
Über die Herkunft von Pensold lässt sich wenig sagen, weil in Weida die urkundlichen Zeugnisse der Stadt, zu jener Zeit, verbrannt sind. Sicher ist jedoch, dass sich Pensold am 15. Mai 1551 an der Universität Wittenberg immatrikulierte. Es wäre nicht ungewöhnlich, wenn er mit dem Magister Thomas Pentzelt aus Weida familiäre Kontakte pflegte. In Wittenberg waren zu jener Zeit Philipp Melanchthon, Caspar Peucer, Veit Winsheim, Sebastian Theodoricus und Paul Eber bedeutende Lehrer der Hochschule gewesen, bei denen er sicher manches Rüstzeug zu seiner weiteren Entwicklung erhielt. Als weiterhin gesichert gilt jedoch, dass sich Pensold in Wittenberg am 5. März 1555 den akademischen Grad eines Magisters der Philosophie erwarb. Nachdem er nachweisen konnte, dass er auch unterrichtete, habilitierte er sich am 18. Oktober 1556 an der philosophischen Fakultät der Hochschule und wurde in den Senat derselben aufgenommen.
Auf Melanchthons Empfehlung wurde er Lehrer der pommerischen Fürsten Bogislaw XIII., Ernst Ludwig und Barnim X. Hierzu wurde er am 14. November 1556 als Professor für griechische Sprache und Poetik an die Universität Greifswald berufen, welches Amt er am 25. November antrat. Nachdem er am 21. März 1559 Dekan der philosophischen Fakultät geworden war, trat er im selben Jahr seine Professur der Poetik an Zacharias Orthus ab. Aufgrund des Synergistischen Streits gab er seine Greifswalder Professur auf und zog im April 1562 nach Wittenberg zurück. Noch im selben Jahr erhielt Pensold einen Ruf als Professor der griechischen Sprache und Literatur sowie der Physik an die Universität Jena. Diesem Ruf folgte er 1563 und war in den Jahren 1564 und 1568 Dekan der philosophischen Fakultät. Als Anhänger der Doktrinen Melanchthons musste er aber dem Druck der Gnesiolutheraner weichen und wurde 1569 wegen Synergismus suspendiert.
Seinem guten Kontakt zu Caspar Peucer ist es sicherlich zu verdanken, dass er am 15. Oktober 1569 eine neue Stelle als dritter Lehrer an der kurfürstlich sächsischen Landesschule in St. Afra in Meißen fand. Hier wurde er auch am 5. November 1571 Rektor der Bildungseinrichtung. Als die Philippisten 1574 aus den sächsischen Staatsdiensten entfernt wurden, traf es auch Pensold. Obwohl er die Torgauer Artikel von 1574 unterschrieben hatte, wurde er am 16. August 1574 aus seinem Meißener Dienstverhältnis entlassen. Am 20. März 1576 konnte Pensold jedoch wieder auf seine Professur in Jena zurückkehren. Nachdem er im Wintersemester 1578/79 Rektor der Alma Mater gewesen war, legte er 1580 seine Professur der griechischen Sprache und Literatur nieder und war nur noch Professor der Physik, was er bis zu seinem Lebensende blieb.

## Familie
Aus seiner Ehe mit Anna Pestel († 1615), die Tochter des Amtsschössers in Weida Johann Pestel, stammen Kinder. Von diesen kennt man:
- Anna Pensold (* 3. April 1572 in Meißen; † 15. September 1616 in Jena) ⚭ 7. Juli 1595 in Jena mit dem Advokaten am Hofgericht Julius Armb, von Mainrode,
- Margaretha Pensold (* 19. November 1569 in Meißen; † 22. April 1613 in Leipzig) ⚭ I. 1589 mit Heinrich Schneidewein († 1590), ⚭ II 13. September 1591 mit Assessor am Hofgericht Leopold Hackelmann
- Friedrich Pensold (* Meißen) wurde Jurist und Assessor d. Juristenfakultät in Leipzig
- Jeremias Pensold wurde Mediziner
- Maria Pensold  ⚭ mit dem Juristen und Kanzler des Herzogs Johann von Sachsen Julius Wexius
- Hieronymus Pensold (* Jena)

## Werke (Auswahl)
- Commentarium physicarum lectionum. 1563.
- Annotat. ad Euclidis demonstrationes. 1563.
- Themata quae de rerum naturalium principiis brevem summam continent. 1582.